# Шварцах (Баден-Вюртемберг)
Шварцах (нім. Schwarzach) — громада в Німеччині, знаходиться в землі Баден-Вюртемберг. Підпорядковується адміністративному округу Карлсруе. Входить до складу району Неккар-Оденвальд.
Площа — 8,37 км2. Населення становить 2907 ос. (станом на 31 грудня 2020).